# Pipistrellus tenuis
Pipistrellus tenuis es una especie de murciélago de la familia Vespertilionidae.

## Distribución geográfica
Se encuentra en Afganistán Camerún China Isla de Navidad Islas Cocos, India Indonesia, Laos, Pakistán, Filipinas y Vietnam.